# Ignacy Zajączek
Ignacy Zajączek herbu Świnka (ur. ok. 1756, zm. 1810) – wojskowy i urzędnik polski okresu I Rzeczypospolitej oraz Księstwa Warszawskiego, członek władz insurekcji kościuszkowskiej, młodszy brat generała Józefa Zajączka.

## Życiorys
Syn Antoniego Zajączka, pułkownika milicji nadwornej Zamoyskich, oraz Marianny z Cieszkowskich. Do 1783 służył w szeregach III Brygady Kawalerii Narodowej w Dywizji Ukraińskiej i Podolskiej na stanowisku chorążego adiutanta. Następnie przeszedł do armii austriackiej, by w 1789 powrócić do Polski. Ponownie podjął służbę w kawalerii narodowej w stopniu majora, w 1791 wziął dymisję z wojska w stopniu pułkownika i został superintendentem skarbu koronnego prowincji mazowieckiej.
Był członkiem Zgromadzenia Przyjaciół Konstytucji Rządowej. Po II rozbiorze, przymuszony złożył przysięgę na wierność konfederacji targowickiej.
W okresie insurekcji kościuszkowskiej (1794) był członkiem Rady Zastępczej Tymczasowej, brał udział również w posiedzeniach klubu jakobinów warszawskich, którego zadaniem było wpływać na rządy powstańcze i na sądownictwo rewolucyjne, był też zastępcą członka Rady Najwyższej Narodowej.
Po upadku powstania, m.in. razem z bratem Józefem i Hugonem Kołłątajem, został w 1795 uwięziony przez Austriaków w Ołomuńcu, a następnie w twierdzy Josephstadt, którą opuścił, po 40 miesiącach więzienia, w 1798 roku.
Po zwolnieniu, przez Drezno udał się do Paryża, gdzie przybył jesienią 1798 wraz z rodziną, tj. żoną i córkami. Dzięki poparciu francuskiego rządu złożonego wówczas z jakobinów, został inspektorem żywnościowym Armii Italii (w armii francuskiej służył już jego brat Józef). We Francji nawiązał kontakty z generałem Janem Henrykiem Dąbrowskim, który przystąpił do organizowania polskich Legionów. W 1800 roku został wysłany przez Dąbrowskiego do Napoleona, by przedstawić plan wkroczenia Legionów Polskich przez Morawy do Galicji, co jednak nie zyskało akceptacji Napoleona.
W tym czasie I. Zajączek planował, iż będzie przedstawicielem Legionów i gen. Dąbrowskiego w Paryżu, jednak jego plany pokrzyżowało w 1801 uwięzienie związane z aferą finansową (rozprowadzanie fałszywych bankocetli). Z zarzutów został oczyszczony i uniewinniony.
Pod koniec 1801 wrócił do Polski. Po utworzeniu Księstwa Warszawskiego, korzystając z poparcia brata Józefa, ale będąc również zdolnym organizatorem, został 22 stycznia 1807 dyrektorem generalnym Dyrekcji Poczt i członkiem Izby Najwyższej Wojennej i Administracji Publicznej. W tym czasie opiekował się powracającym z niewoli rosyjskiej Kołłątajem. Organizował również dla marszałka Davouta tzw. „czarny gabinet”, zbierający informacje o charakterze policyjnym i wywiadowczym.
W okresie Księstwa Warszawskiego Ignacy Zajączek razem z odgrywającym pierwszoplanową rolę bratem Józefem, należał do post-jakobińskiej opozycji, dążącej do demokratyzacji ustroju Księstwa
Zmarł w grudniu 1810 roku.

## Rodzina
Ożenił się z Elżbietą z Glazerów (Glasserów), córką Fryderyka i Anny z domu Strasser. Miał córki Pelagię i Gabrielę, zamężną za Józefem Radoszewskim. Elżbieta, żona Ignacego, zmarła 25 kwietnia 1836.